# Église de Tous-les-Saints de Vilnius
Pour les articles homonymes, voir Église de Tous-les-Saints.
L'église de Tous-les-Saints est une église catholique de la ville de Vilnius. C'est aujourd'hui, avec son ancien couvent attenant, un monument inscrit à l'inventaire du patrimoine historique lituanien. L'église représente un exemple remarquable du début du baroque en Lituanie.

## Histoire
L'église a été construite avec son couvent et son noviciat par l'Ordre du Carmel entre 1620 et 1631 à la limite de la vieille ville, aux portes de Rudnicki. Elle est restaurée après les combats de 1655. On construit un clocher rococo du côté nord-est de l'église en 1743, mais l'incendie, qui détruit une grande partie de la ville en 1748, brûle une partie de l'intérieur de l'édifice. L'intérieur est à nouveau transformé en 1754 avec une nouvelle chaire, des autels, des balcons rococo et des stèles pour les Carmes, utilisant du faux-marbre, avec sculptures et stucs.
La Grande Armée de Napoléon utilise les bâtiments comme hôpital de campagne pendant quelques mois, au moment de l'avancée vers Moscou en 1812 et au retour désastreux des troupes napoléoniennes. L'église est restaurée en 1823.
Finalement les moines sont dispersés par le gouverneur de Vilna en 1885. Leur couvent est transformé en appartements. Pendant l'occupation allemande, le clergé de l'église aide la population juive du ghetto de 1942 à 1945, juste à côté, à faire passer de la nourriture et à en faire évader un certain nombre. Soixante-trois ans après la dispersion de la communauté, les autorités athées de la république socialiste soviétique de Lituanie ferment l'église. Elle est transformée en entrepôt de produits d'épicerie. Elle est restaurée entre 1967 et 1975, lorsque les mentalités locales commencent à comprendre l'importance du patrimoine architectural de la ville. Elle devient donc en 1975 une annexe du Musée d'art et traditions populaires.
Elle est rendue au culte en 1991. L'église s'occupe en particulier d'enfants et d'adolescents sans domicile fixe.

## Architecture
L'église est construite selon un plan en forme de croix latine, à trois nefs, de type basilical. Au lieu d'un transept, l'on trouve des chapelles latérales. Les nefs latérales sont deux fois plus basses et trois fois plus étroites que la nef centrale. Des fresques et des ornementations de stuc racontent la vie des saints et l'histoire du grand-duché de Lituanie.
L'église possède dix-huit autels polychromes richement ornés. Le maître-autel, œuvre de Martin Knackfuss, date de 1787. Une partie des fresques sont recouvertes de peinture blanche en 1904, et certaines ont été à nouveau découvertes en 1975.
Une corniche partage la façade baroque en deux étages, tandis que des pilastres puissants donnent une impression de verticalité. La façade se termine par un fronton triangulaire, encadré de deux petits obélisques. Des fenêtres de type Renaissance tardive ornent la façade ainsi que deux niches qui abritaient autrefois les statues de saint Élie et saint Élisée, protecteurs de l'Ordre.
Le clocher monumental est constitué de quatre niveaux. Les pierres massives des pilastres doriques du bas contrastent avec les colonnes d'angle légères et étroites du haut. Les pilastres du deuxième niveau sont d'ordre corinthien, tandis que le troisième niveau est décoré de colonnes légères et le dernier de volutes avec un balcon de chaque côté ouvert sur le ciel. Ce clocher s'inspire de celui de l'église du Carmel à Glouboskoïe (aujourd'hui en Biélorussie), construite par le même architecte dix ans plus tôt.

## Galerie

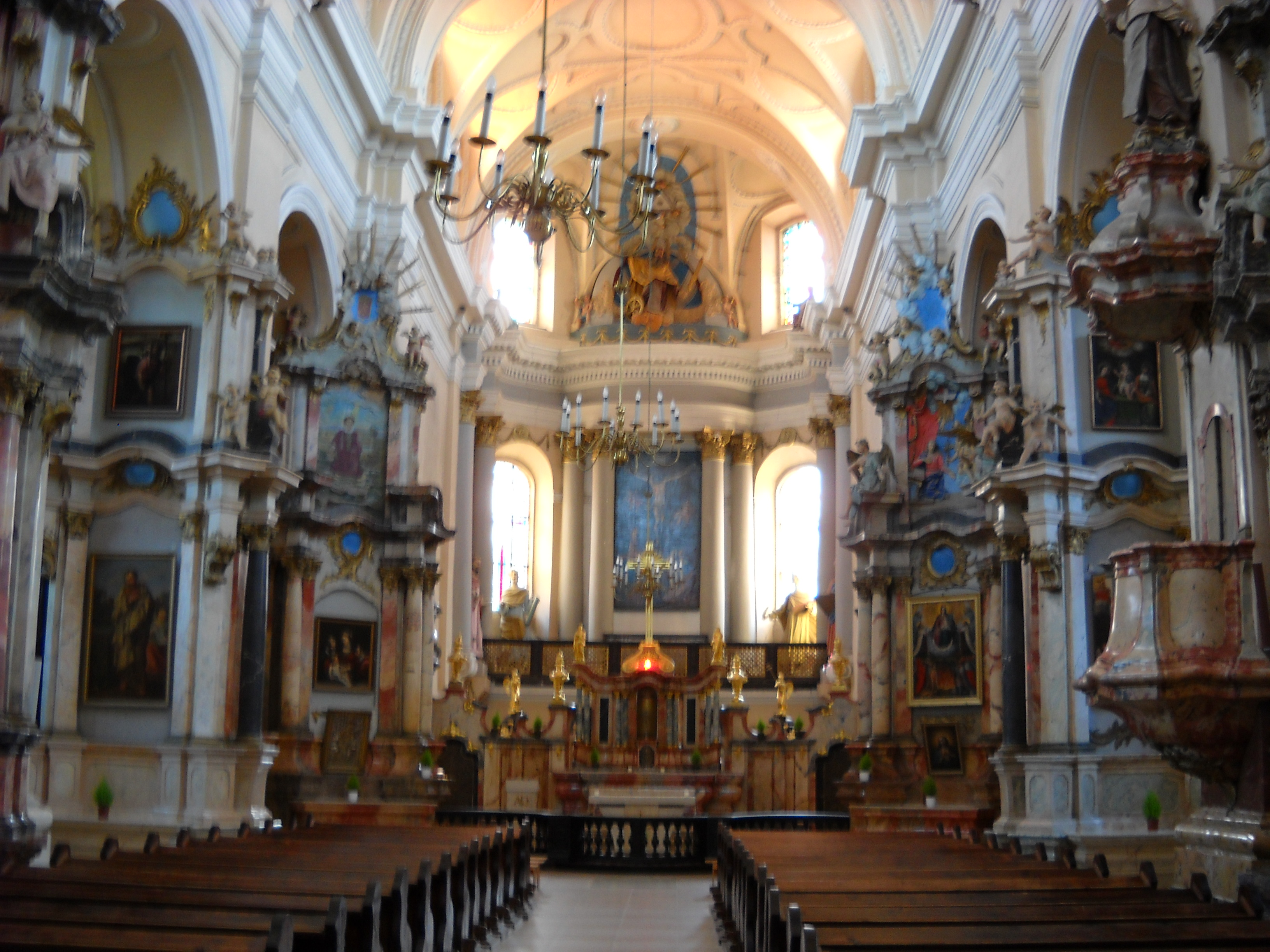
Vue de la nef
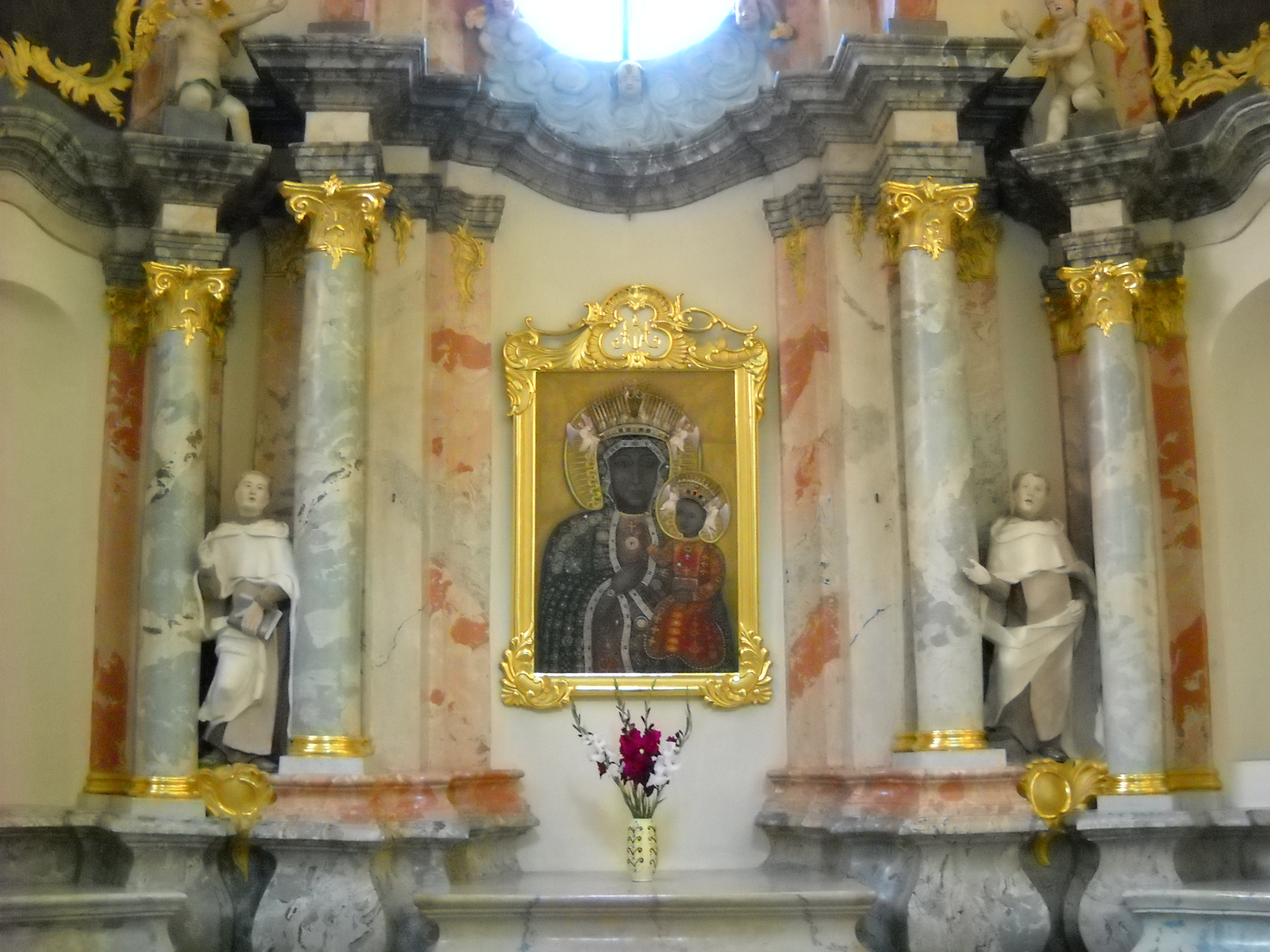
Notre-Dame de Częstochowa
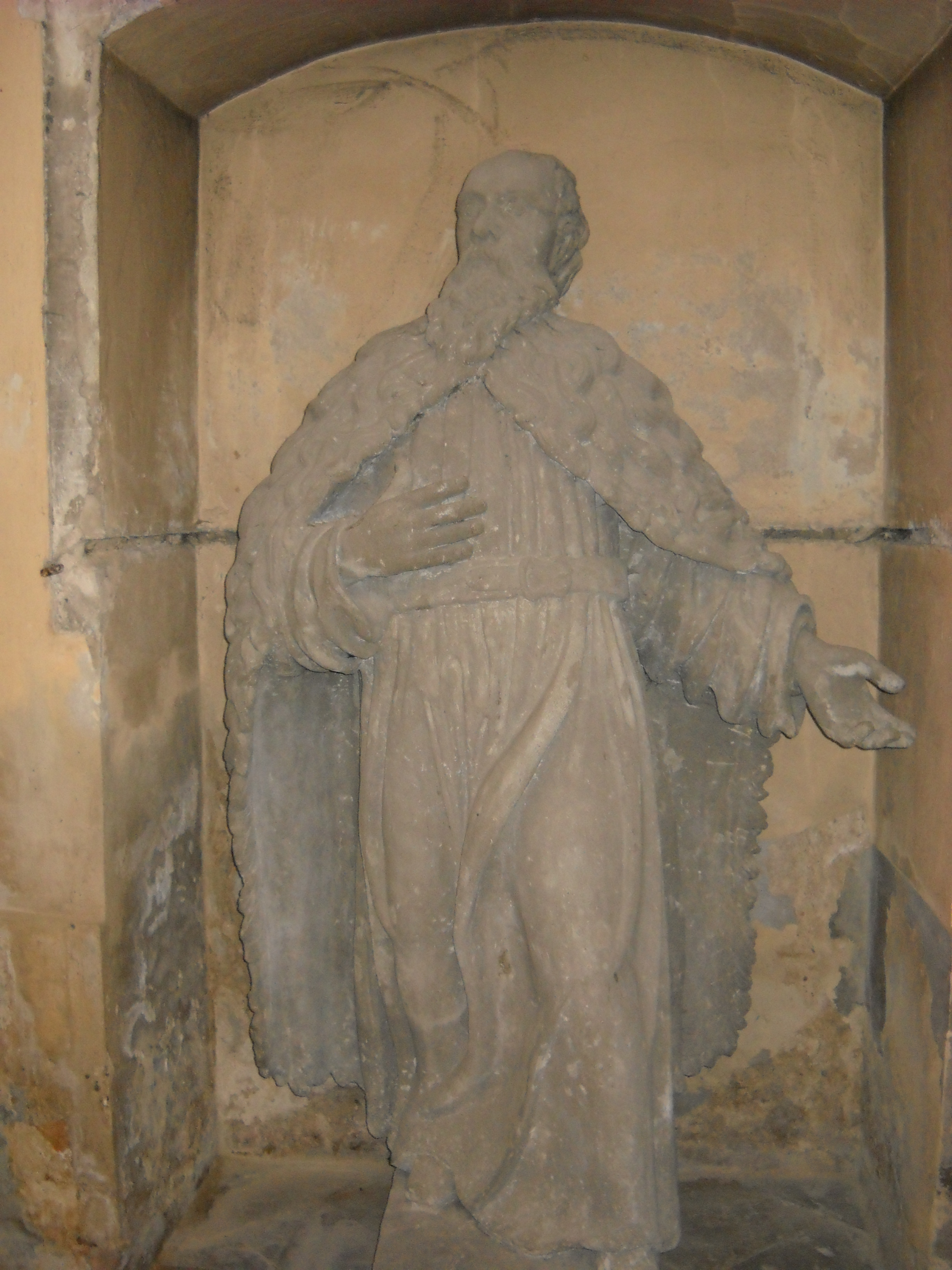
Statue de saint Élie
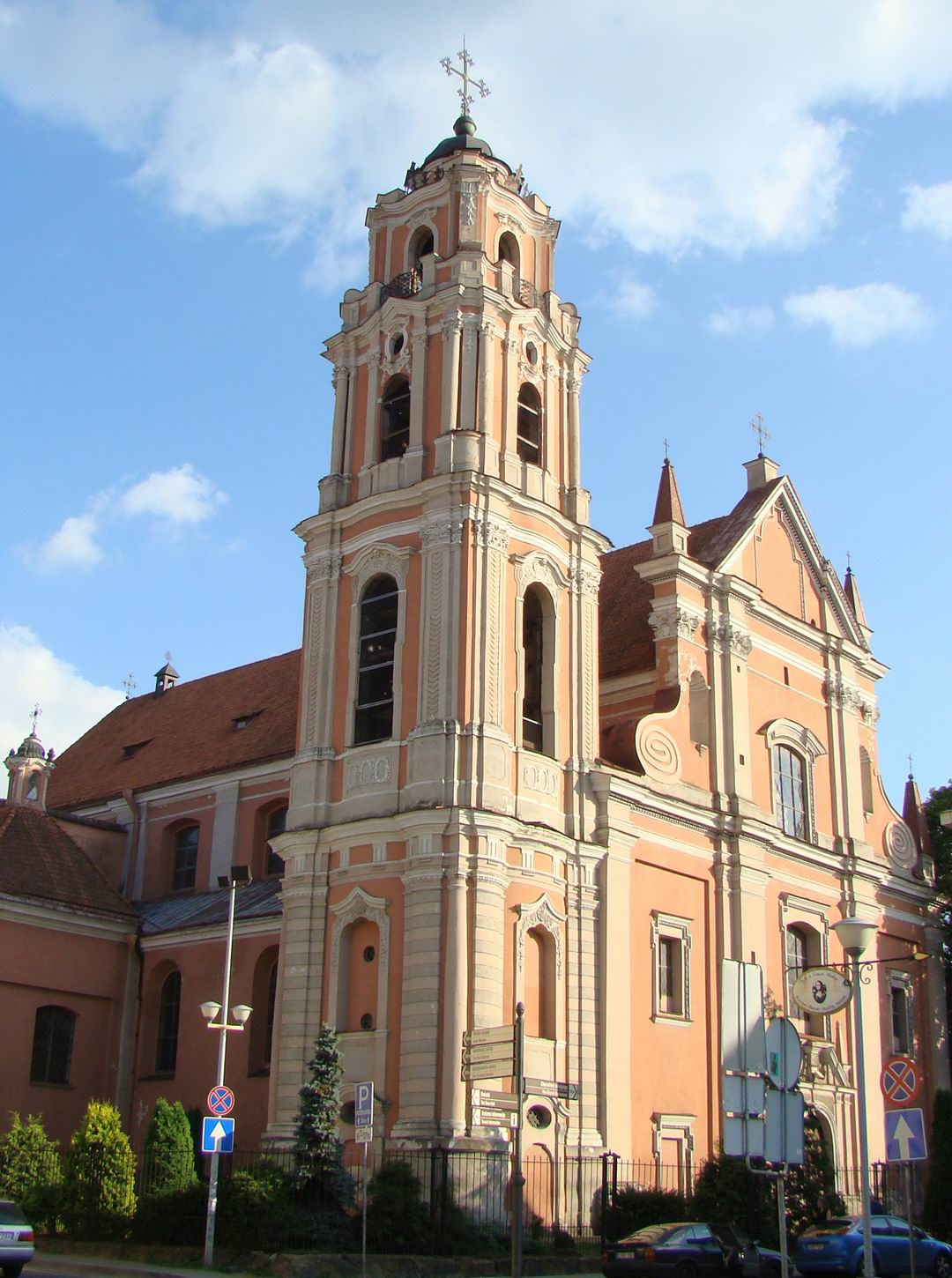
Vue de l'église
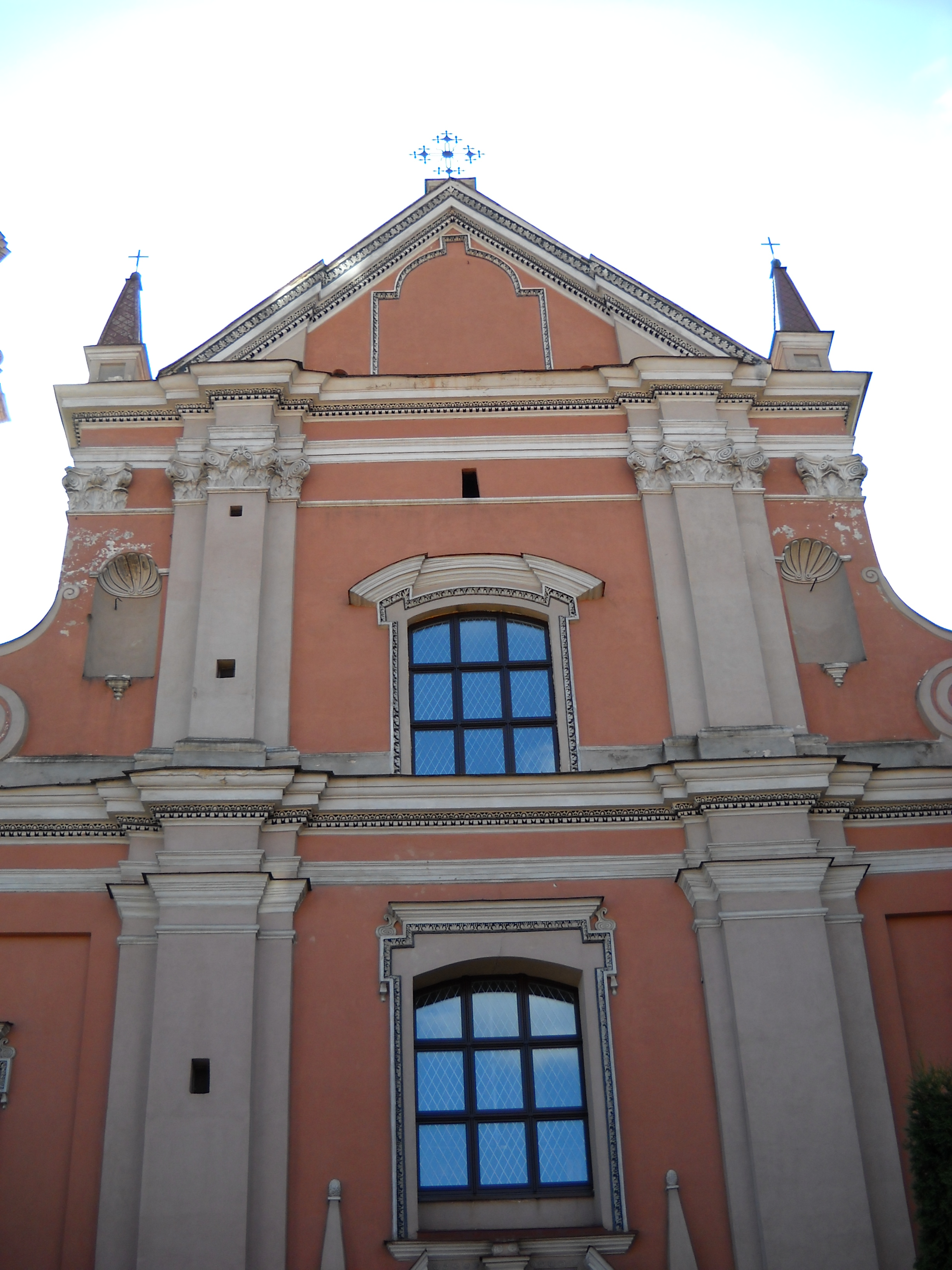
Façade avec son fronton
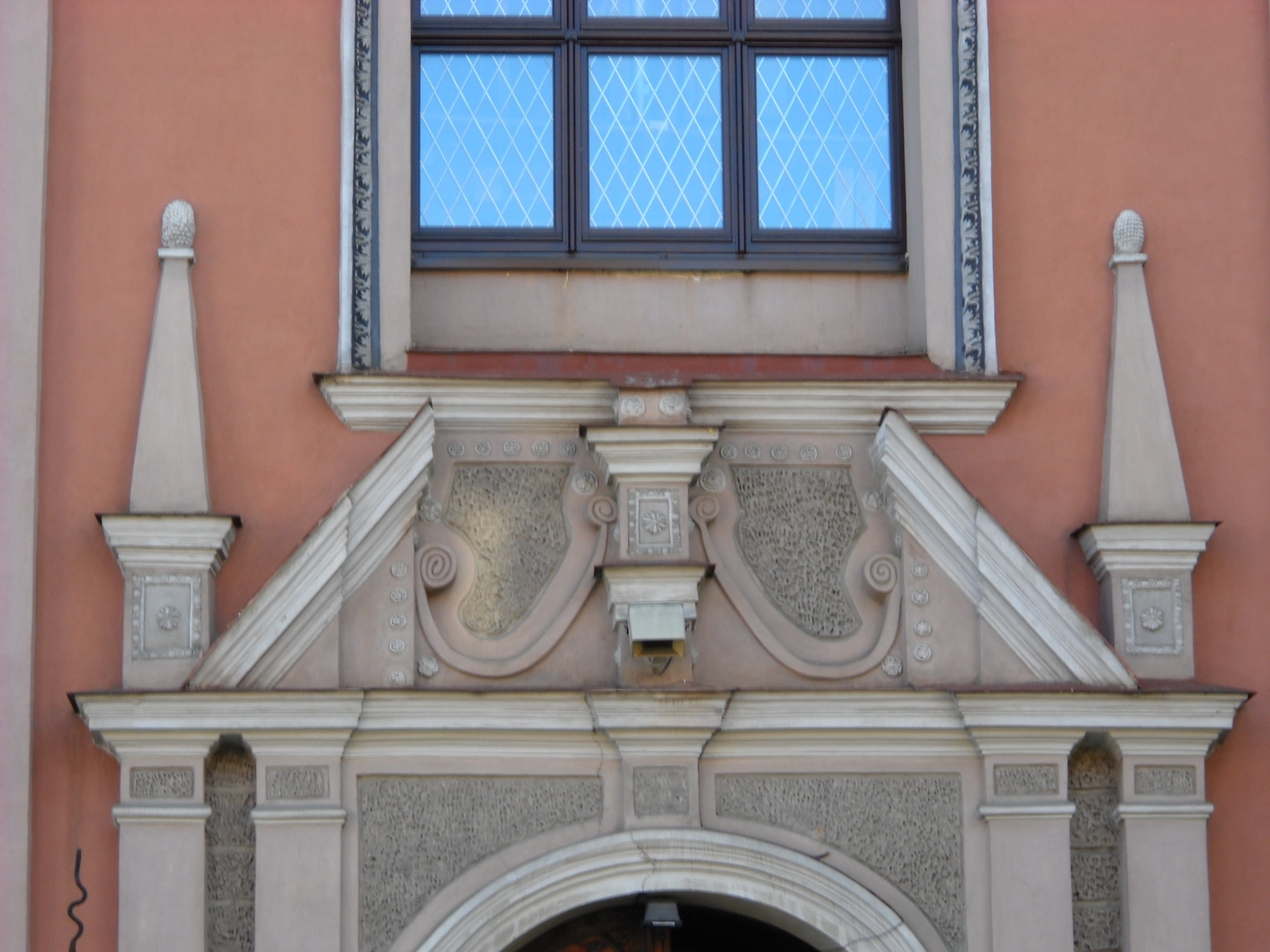
Obélisques au-dessus du portail d'entrée
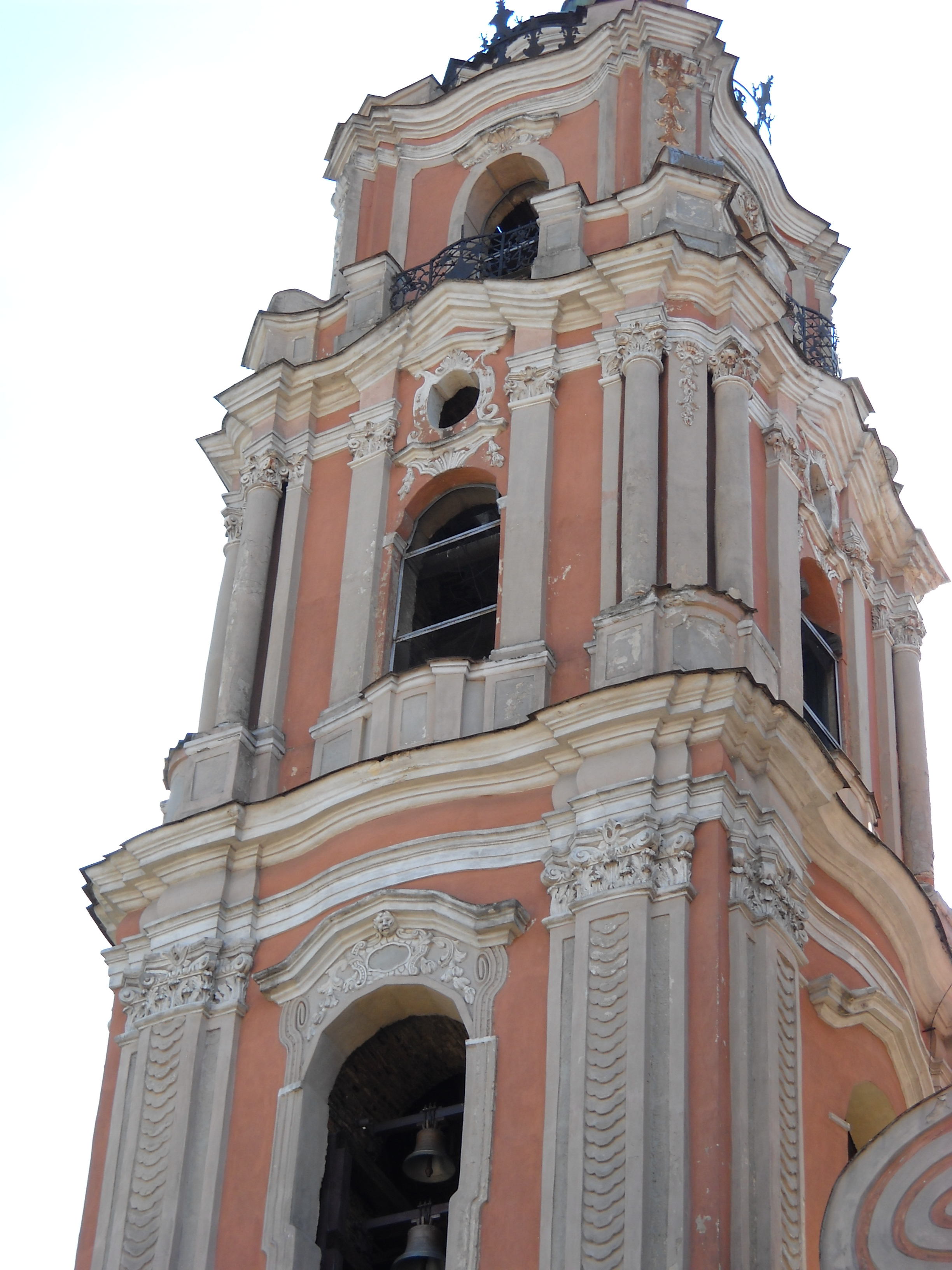
Détail du clocher
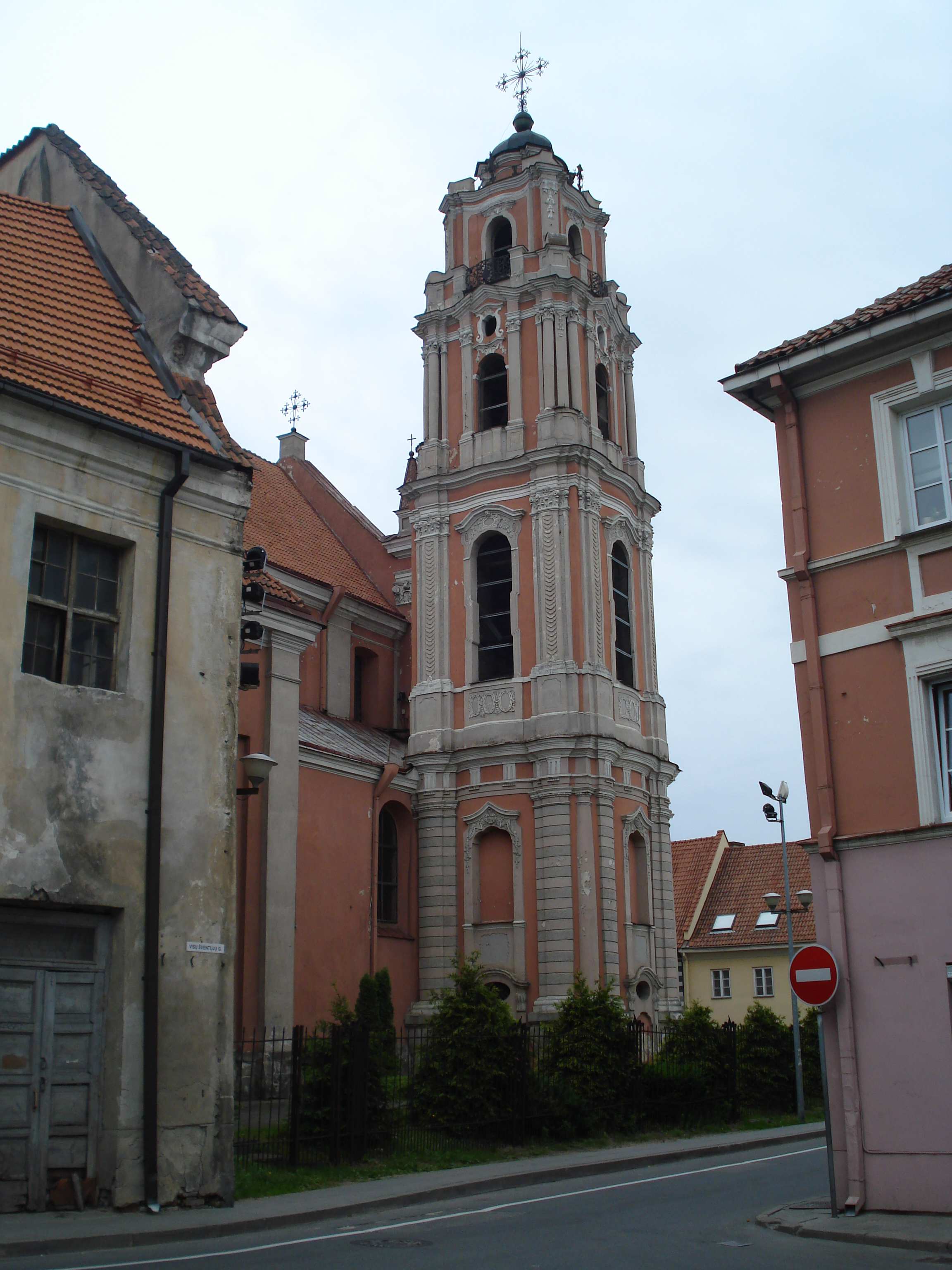
Clocher vu du nord
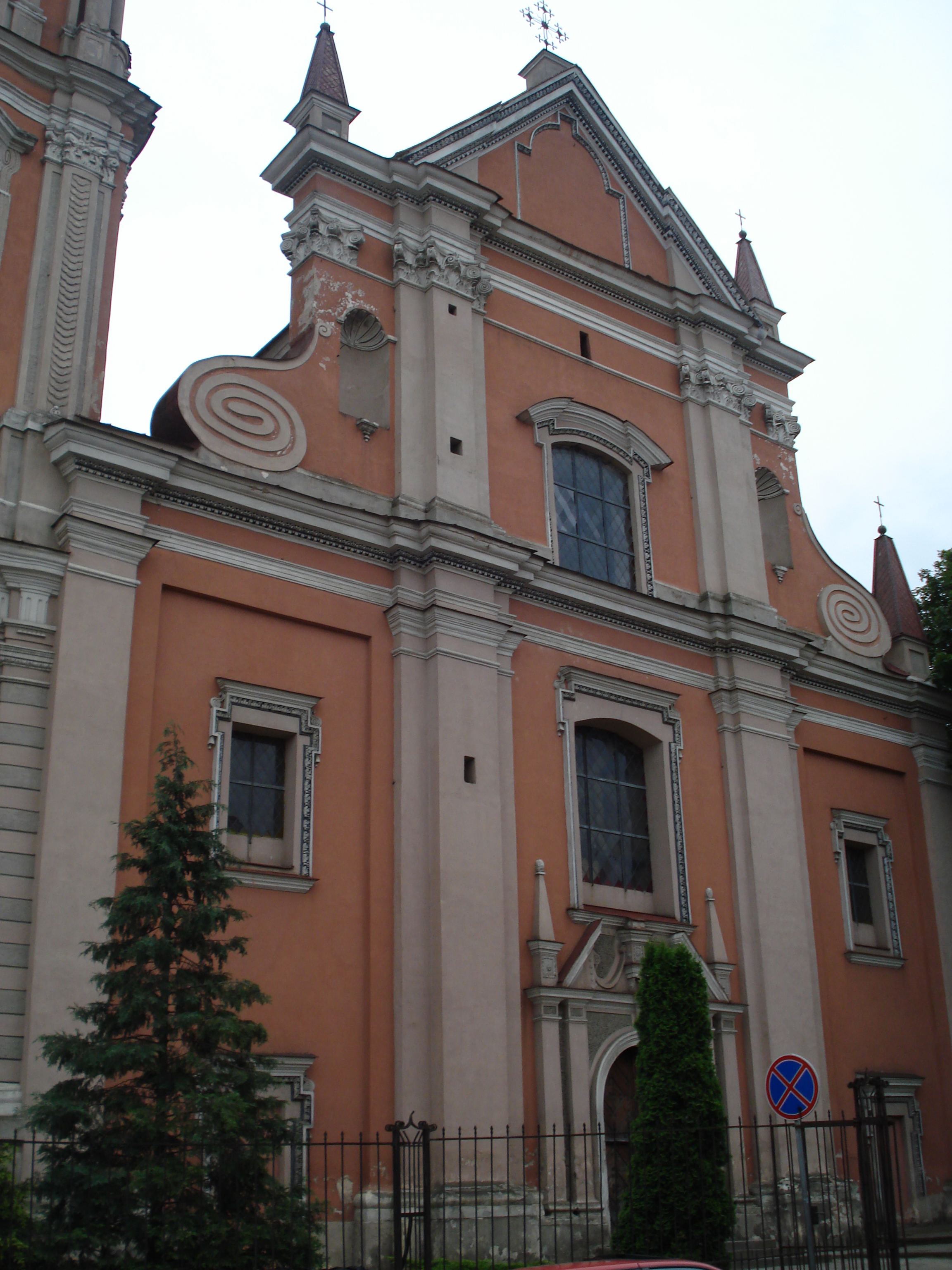
Entrée de l'église